# Paolo Gulisano
Paolo Gulisano (Milano, 27 maggio 1959) è un saggista, scrittore e medico italiano.

## Biografia
Nato a Milano nel 1959, a nove anni si trasferisce a Lecco dove vive tuttora. Dopo aver frequentato il liceo Classico A. Manzoni, si laurea in Medicina e Chirurgia, specializzandosi in Igiene e Medicina Preventiva. Cultore e docente di Storia della Medicina, all'attività di medico affianca da anni un impegno culturale di saggista e scrittore.
Ha collaborato con diversi quotidiani e riviste: L'Osservatore Romano, La Provincia di Como, Il Timone, La Bussola Quotidiana, Europaitalia, Il Federalismo, Tempi, I Quaderni di Avalon, I Quaderni Padani, Terra Insubre, Vivere!, Arte & Fede. Dal 2000 tiene sull'emittente radiofonica cattolica Radio Mater la rubrica "Testimoni della Fede".
Ha fondato ed è vicepresidente della Società chestertoniana italiana. Ha fondato ed è presidente dell'ARS di Lecco, associazione di studi e rievocazioni storiche. Il suo impegno culturale si è dispiegato nel corso degli anni nell'associazionismo cattolico ed identitario. Dal 2000 è presidente del Centro di aiuto alla vita di Lecco. Secondo quanto affermato sul sito soronel.it, sarebbe uno dei più apprezzati cultori e critici italiani di letteratura fantasy e, in particolare, dell'opera dello scrittore britannico J. R. R. Tolkien.
Il suo esordio come saggista fu nel 1996 con il volume Cristeros! (edizioni Il Cerchio), dedicato alla persecuzione dei cristiani in Messico negli anni venti. In seguito Gulisano ha dedicato a Tolkien alcune opere. Ha pubblicato inoltre volumi su Gilbert Keith Chesterton, Giovannino Guareschi e Hilaire Belloc, sulla storia della Scozia, su quella dell'Irlanda e su san Colombano, oltre alla biografia di Clive Staples Lewis e dello scrittore vittoriano George MacDonald. Tra le altre sue opere, due volumi sulla storia della medicina: Pandemie, del 2006, e L'arte del guarire (2011). Nel 2011 ha esordito nella narrativa con il romanzo di fantastoria Il destino di padre Brown.
Il suo sito personale contiene un blog.

## Opere
- Cristeros! L'insorgenza cattolica e popolare del Messico, 1926-1929, Roma, Il Cerchio, 1996. ISBN 88-86583-22-2
- La mappa della Terra di Mezzo di Tolkien, Milano, Rusconi, 1997. ISBN 88-18-12164-2
- Il cardo e la croce. La Scozia. Una storia di fede e di libertà, Roma, Il Cerchio, 1998. ISBN 88-86583-49-4
- La mappa del Silmarillion di Tolkien, Milano, Rusconi, 1999. ISBN 88-18-12189-8
- O Roma o morte! Pio IX e il Risorgimento, Roma, Il Cerchio, 2000. ISBN 88-86583-91-5
- Tolkien. Il mito e la grazia, Milano, Àncora, 2001. ISBN 88-7610-958-7; 2007. ISBN 978-88-514-0497-0 (ed. ampliata)
- Chesterton e Belloc. Apologia e profezia, Milano, Àncora, 2002. ISBN 88-514-0040-7
- Gli eroi de Il Signore degli Anelli, Milano, Àncora, 2003. ISBN 88-514-0079-2
- L'isola del destino. Storie, miti e personaggi dell'Irlanda medievale, Milano, Àncora, 2003. ISBN 88-514-0165-9
- Re Artù. La storia, la leggenda, il mistero, Casale Monferrato, Piemme, 2004. ISBN 88-384-8481-3
- Tolkienology. Il segreto della tua personalità coi personaggi del Signore degli anelli, con Alessandro Gnocchi e Mario Palmaro, Milano, Piemme, 2004. ISBN 88-384-8404-X
- Giochi da hobbit. Feste e divertimenti della Terra di Mezzo, con Luisa Vassallo, Milano, Àncora, 2005. ISBN 88-514-0311-2
- Il mondo di Narnia, con Andrea Monda, Cinisello Balsamo, San Paolo, 2005. ISBN 88-215-5563-1
- C.S. Lewis. Tra fantasy e Vangelo, Milano, Àncora, 2005. ISBN 88-514-0321-X
- Pandemie. Dalla peste all'aviaria. Storia, letteratura, medicina, Milano, Àncora, 2006. ISBN 88-514-0357-0
- La cucina di Narnia. Ricette e menu dal mondo di Aslan, con Luisa Vassallo, Milano, Àncora, 2006. ISBN 88-514-0406-2
- La notte delle zucche. Halloween. Storia di una festa, con Brid O'Neill, Milano, Àncora, 2006. ISBN 88-514-0392-9
- San Colombano. Un santo per l'Europa, Milano, Àncora, 2007. ISBN 978-88-514-0472-7
- I segreti del mondo di Narnia, Casale Monferrato, Piemme, 2008. ISBN 978-88-384-9931-9
- Il codice Gioconda. La vera identità di Monna Lisa, con Erminio Bonanomi, Verona, Fede & Cultura, 2008. ISBN 978-88-89913-71-0
- George MacDonald. Il maestro della fantasia, con Luisa Vassallo, Roma, Il Cerchio, 2008. ISBN 88-8474-162-9
- Quel cristiano di Guareschi. Un profilo del creatore di Don Camillo, Milano, Àncora, 2008. ISBN 978-88-514-0581-6
- Il Ritratto di Oscar Wilde, Milano, Àncora, 2009. ISBN 978-88-514-0656-1
- Andreas Hofer. Il Tirolese che sfidò Napoleone, Milano, Àncora, 2010. ISBN 978-88-514-0731-5
- John Henry Newman. Profilo di un cercatore di verità, Milano, Àncora, 2010. ISBN 978-88-514-0770-4
- Babylondon. Padre McNabb, maestro di Chesterton, nel caos di "Babylon-London", Bologna, Edizioni Studio Domenicano, 2010. ISBN 978-88-7094-763-2
- Alla ricerca di Peter Pan, con Chiara Nejrotti, Siena, Cantagalli, 2010. ISBN 978-88-8272-550-1
- Il destino di Padre Brown. Romanzo, Milano, Sugarco, 2011. SBN 978-88-7198-614-2
- L'arte del guarire. Storia della medicina attraverso i santi, Milano, Àncora, 2011. ISBN 978-88-514-0930-2
- La mappa de «Lo Hobbit», con Elena Vanin, Milano, Àncora, 2012. ISBN 978-88-514-1022-3
- Fino all'abisso. Il mito moderno di Moby Dick, Milano, Àncora, 2013. ISBN 88-514-1224-3
- Il destino di Frankenstein. Tra mito letterario e utopie scientifiche, con Annunziata Antonazzo, Milano, Àncora. 2015, ISBN 978-88-514-1561-7
- Per l'onore di Irlanda. L'insurrezione irlandese del 1916, Il Cerchio, 2016, ISBN 978-88-8474-448-7
- Un giorno sarai abbastanza vecchio per ricominciare a leggere le fiabe. Clive Staples Lewis e l'eptalogia di Narnia in Il Fantastico nella Letteratura per ragazzi. Luci e ombre di 10 serie di successo, a cura di Marina Lenti, Padova, Runa Editrice, 2016. ISBN 978-88-976-7462-7
- Lo Hobbit come romanzo di formazione in Hobbitologia, a cura di Marina Lenti e Paolo Gulisano, Padova, Camelozampa, 2016. ISBN 978-88-96323-34-2
- Un uomo per tutte le utopie. Tommaso Moro e la sua eredità, Milano, Àncora, 2016. ISBN 978-88-514-1703-1
- Chesterton. La sostanza della fede, con Daniele De Rosa, Milano, Ares, 2017. ISBN 978-88-815-5732-5
- La Forza sia con voi. Storia, simboli e significati della saga di Star Wars, con Filippo Rossi, Milano, Àncora, 2017. ISBN 978-88-514-1893-9
- Il prodigio di Lisbona, Torino, Elledici, 2017. ISBN 978-88-010-633-18
- I crononauti e l'incredibile viaggio, Torino, Elledici, 2018. ISBN 978-88-010-6525-1
- Malachia tra storia e misteri, Milano, Àncora, 2019. ISBN 978-88-514-2132-8
- Là dove non c’è tenebra. Storie di amicizia tra scrittori, Milano, Ares, 2019. ISBN 978-88-815-5878-0
- Pandemie. Dalla peste al coronavirus: storia, letteratura, medicina, Ebook - Epub, Milano, Àncora, 2020, ISBN 978-88-514-2311-7
- Indagine su Sherlock Holmes, Milano, Ares, 2020. ISBN 978-88-815-5980-0